# Domaine temporel
 (décembre 2022).
Si vous disposez d'ouvrages ou d'articles de référence ou si vous connaissez des sites web de qualité traitant du thème abordé ici, merci de compléter l'article en donnant les références utiles à sa vérifiabilité et en les liant à la section « Notes et références ».
Le domaine temporel se rapporte à l'analyse de fonctions mathématiques ou de signaux physiques modélisant une variation quelconque au cours du temps. En domaine temporel, la valeur de la fonction ou du signal est connue, soit en quelques points discrets de la durée d'analyse, ou éventuellement, pour tous les nombres réels.
L'oscilloscope est parmi les outils usuels permettant de visualiser les signaux physiques du domaine temporel.